# أوزوشيما
أوزوشيما (باليابانية: Ōzushima) أو جزيرة أوزو، هي جزيرة مأهولة في بحر سيتو الداخلي في اليابان. إداريا، تُعد الجزيرة جُزءا من مدينة شونان في مُحافظة ياماغوتشي. تُعرف أوزوشيما أيضا باسم جزيرة كايتين.

## أُنظر أيضا
- جزيرة هشيمة
- أكونوشيما
- ضريح ياسوكوني

## روابط خارجية
- (باليابانية) جزر اليابان النائية (وزارة الأراضي والبنية التحتية والنقل والسياحة)
- (باليابانية) خريطة أساسية للمواقع في أوزوشيما (شونان)
- (باليابانية) خريطة وصور لمرافق كايتن ذات الصلة بالجزيرة (شونان)
- (باليابانية) خرائط تفصيلية لمحمية سيتونايكاي الوطنية (وزارة البيئة)